# سایور لوده
سایور لوده نوعی خوراک سادهٔ سبزیجات است که از هفت مادهٔ اولیهٔ اصلی در شیر نارگیل همراه با ادویه تهیه می‌شود.

## پیشینه
بنا بر افسانه‌ها هنگامیکه طاعون در شهر یوگیاکارتا در آبخوست جاوه در اندونزی دیده شد پادشاه به مردم شهر دستور داد تا ۴۹ روز در خانه بمانند و همه با هم، خوراک سایور لوده بپزند. با ریشه‌کن شد طاعون، این رسم و سنت تا امروز ادامه پیدا کرده‌است.

## پخت
پخت سایور لوده خیلی ساده است. همهٔ مواد (شیر نارگیل، تره‌بار، (و ۷ گونه سبزی: ژاک‌فروت، بادنجان، چایوت، ملینجو، long bean، پنیر سویا، تمپه)، استاک مرغ یا گوشت) را در قابلمه می‌ریزند و آن را روی اجاق گاز می‌گذارند.

## خوبی‌ها
وجود زنجبیل تایلندی با خاصیت ضدالتهابی، به فواید بهداشتی سایور لوده کمک می‌کند. همچنین چون مواد اولیه این خوراک که به آسانی و در هر فصلی بافت می‌شوند خوراک خوبی برای دوران قرنطینه است.

## در فرهنگ
سایور لوده نمادهای زبان‌شناسی و عددشناسی ویژه خود را دارد. هر کدام از هفت مادهٔ اولیهٔ اصلی که به شیر نارگیل افزوده می‌شوند معنایی نمادین دارند که برگرفته از صدای هجاهای نام هر کدام به زبان جاوه‌ای است. برای نمونه در زبان جاوه‌ای، وونگو در واژهٔ ترونگ وونگو (بادنجان) به معنی رنگ ارغوانی است. اما معنایی چون «بیداری و آگاهی» نیز دارد؛ لانیار در ککنگ لانیار (long bean) به معنی «موهبت» است.
سایور لوده با یک آئین اجتماعی ویژه، مانند سنت سلامتان پخته می‌شود که یک مراسم و جشن عمومی و از عناصر اصلی فرهنگ مردم جاوه است. این آیین، گونه‌ای واکنش به بلا و مصیبتی است که بر زندگی همهٔ انسان‌ها سایه می‌اندازد و تلاشی برای تسکین و مرهم نهادن آنها تا جای ممکن و بدون جادوگری است. در گذشته، به هنگام پخت سایور لوده، نیزه و پرچم مقدسی را که گفته می‌شد مواد آنها از آرامگاه محمد پیامبر اسلام تهیه شده، در خیابان‌ها و کوچه‌ها می‌گرداندند.

## تاریخچه
برخی پژوهشگران بر این باورند که این سنت پخت سایور لوده به دوران اوج تمدن جاوه مرکزی در سده ۱۰ (میلادی) بازمی‌گردد. تاریخ‌نگاران آداب غذا مانند فدلی رحمان، پیشینه سایور لوده را سده ۱۶ (میلادی) می‌دانند. به باور آنها کاشفان اسپانیایی و پرتغال لوبیا دراز را با خود جاوه بردند. شماری دیگر می‌گویند پخت سایور لوده، سنتی کهن است که در سده ۱۸ (میلادی) از نو ابداع شده‌است. یعنی در آستانهٔ سده ۲۰ (میلادی) که بسیاری از روشنفکران یوگیاکارتا جزئی از کنش‌گران استقلال‌خواهی ملی اندونزی بودند بسیاری از اسطوره‌های ملی را احیا کرده و گرامی داشتند.
بر پایه منابع، خوراک سایور لوده در سال‌های ۱۸۷۶، ۱۸۹۲، ۱۹۴۶، ۱۹۴۸، و ۱۹۵۱ نیز برای مقابله با بحران‌ها و بیماری‌های گوناگون، پخته می‌شده‌است.
با گذشت زمان، سایور لوده در سراسر مجمع‌الجزایر مالایی یا هند شرقی تبدیل به خوراکی محبوب می‌شود.

## امروز
امروز، سایور لوده بدون هیچ‌یک از این تشریفات پخته می‌شود و همچنان خوراکی محبوب، و نشانی از میراث فرهنگی جاوه است.
با دنیاگیری کروناویروس، مردم یوگیاکارتا بار دیگر به پخت سایور لوده روی آوردند.